# Лий Бойър
Лий Дейвид Бойър (на английски: Lee David Bowyer) е английски футболист, който е мениджър на Чарлтън Атлетик. Бивш английски национал. Играл за множество класни отбори, включително Чарлтън Атлетик, Лийдс Юнайтед, Уест Хям Юнайтед, Нюкасъл Юнайтед, Бирмингам Сити.